# Бушин (Преграда)
Бушин је насељено место у саставу града Преграде у Крапинско-загорској жупанији, Република Хрватска.

## Историја
До територијалне реорганизације у Хрватској налазио се у саставу старе општине Преграда.

## Становништво
На попису становништва 2011. године, Бушин је имао 139 становника.

## Попис1991.
На попису становништва 1991. године, насељено место Бушин је имало 244 становника, следећег националног састава:
| Попис 1991.‍ | Попис 1991.‍ | Попис 1991.‍ | Попис 1991.‍ | Попис 1991.‍ |
| ----------- | ----------- | ----------- | ----------- | ----------- |
|             |             |             |             |             |
| Хрвати      | Хрвати      |             | 242         | 99,18%      |
| Југословени | Југословени |             | 1           | 0,40%       |
| Словенци    | Словенци    |             | 1           | 0,40%       |
| укупно: 244 |             |             |             |             |